# Marten Post
Marten Post (Gilfach Goch, Wales, 25 juli 1942) is een Nederlands beeldend kunstenaar.

## Biografie
Post werd geboren als zoon van een Friese Engelandvaarder en een moeder uit Wales. Hij woonde dan weer in zijn geboorteland en dan weer in Nederland. In mei 1947 maakte hij met zijn moeder en zus de oversteek naar het land van zijn vader, die met de Prinses Irene Brigade tot de bevrijders van Nederland behoorde.  
Marten tekende en schilderde van jongs af aan en studeerde later aan de kunstacademies  in Arnhem en Enschede. Tijdens en na zijn academietijd was hij werkzaam als ontwerper en zanger-gitarist. Ook exposeerde hij in die tijd al pentekeningen, grafiek en schilderijen.

## Artistieke loopbaan
Na enkele jaren als parttime docent tekenen verbonden te zijn geweest aan het lyceum in Hoogeveen, vestigt hij zich in 1969 als fulltime beeldend kunstenaar te  Holten, waar hij gebruik maakt van de BKR-regeling. Naast het schilderen, voert hij opdrachten uit in disciplines als design, illustratie en fotografie. Hij start in zijn atelier met een experimentele cursusgroep voor zowel kinderen van 6 t/m 9 jaar, als voor hun ouders. 
In 1972 wordt hij aangezocht om ‘Head of Arts’ van het - in Zuid-Wales gevestigde - Atlantic College te worden. Hij besluit om deze functie te aanvaarden. Hij werkt samen met jonge mensen van 16  t/m 18 jaar, afkomstig uit vele landen. Zijn komst valt samen met het opstarten van het examenprogramma ‘Arts & Design’ als onderdeel van het International Baccalaureate. Veel studenten zijn nu over de aardbol verspreid en werken daar, bijvoorbeeld als schilder, beeldhouwer, filmregisseur of architect. 
In 1980 worden Marten Post en zijn vrouw Reina aangesteld als ‘House Parents’, verantwoordelijk voor de zorg voor de 48 jongeren in het studentenhuis van het internaat. Zij doen dit ook in de tijd dat de toenmalige kroonprins Willem-Alexander der Nederlanden tot de studenten van het Atlantic College behoort.
Na zijn pensionering aan het Atlantic College in de zomer van 2002 keert Marten Post met zijn gezin terug naar Nederland. Hij gaat wonen in Kesteren, en heeft een atelier een kwartier rijden verderop in Tiel in een voormalig kantoorgebouw in de buurt van de Waal.

## Exposities
Marten Post exposeerde, de vele groepstentoonstellingen meegerekend, meer dan 100 keer in binnen- en buitenland, in het bijzonder in Wales en Nederland. 